# Morris Kantor

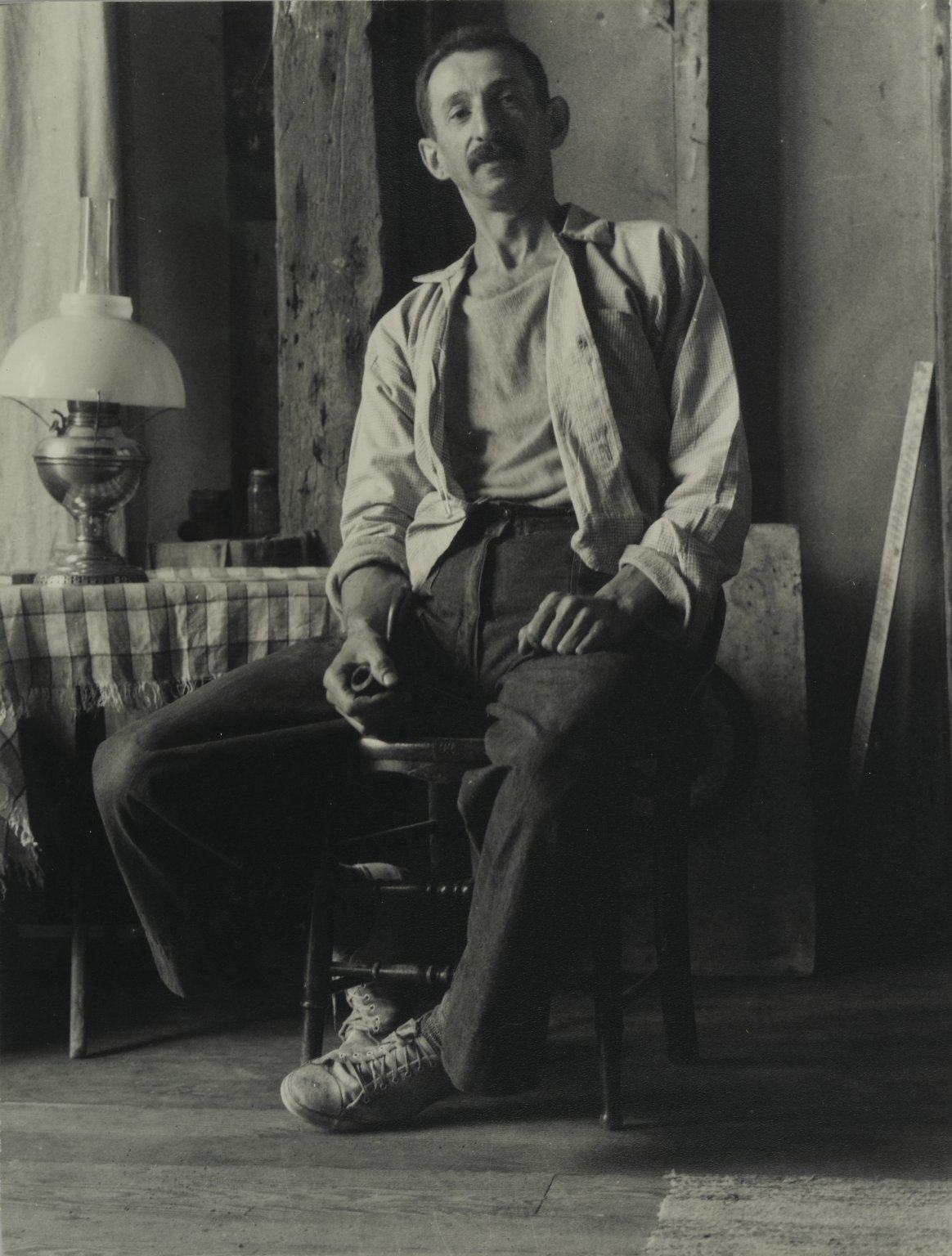
Morris Kantor (1938). Brooklyn Museum

Morris Kantor (* 8. März 1896 in Minsk, Russisches Kaiserreich; † 10. August 1974 in New York City, USA) war ein russisch-US-amerikanischer Maler und Kunstpädagoge. Er wurde für seine stilistische Vielfalt und seine Rolle als Lehrer an mehreren bedeutenden Kunstschulen bekannt.

## Leben
Morris Kantor wurde 1896 in Minsk geboren, das damals zum Russischen Kaiserreich gehörte. 1906 emigrierte er mit seiner Familie in die Vereinigten Staaten, wo er in New York City aufwuchs. Kantor zeigte schon früh Interesse an der Kunst und nahm Unterricht an der Independent School of Art, wo er unter anderem bei Homer Boss studierte. Bereits in den 1920er Jahren begann er, in New York auszustellen, unter anderem in der Daniel Gallery. In den 1920er und 1930er Jahren reiste Kantor mehrfach nach Europa, insbesondere nach Frankreich und Italien, wo er sich mit verschiedenen künstlerischen Strömungen auseinandersetzte. In dieser Zeit entwickelte er einen persönlichen Stil, der von der europäischen Avantgarde, dem Realismus und dem amerikanischen Modernismus beeinflusst war.
Ab den 1930er Jahren war Kantor eng mit der Woodstock Art Colony verbunden und unterrichtete dort in den Sommermonaten. Besonders prägend war seine langjährige Lehrtätigkeit an der Art Students League of New York, wo er von 1936 bis 1972 unterrichtete. Viele seiner Schüler, darunter bedeutende Künstler der amerikanischen Nachkriegsmoderne, betrachteten ihn als wichtigen Mentor. Morris Kantor war Mitglied verschiedener Künstlergruppen, darunter der American Abstract Artists und der National Academy of Design. Während seiner Karriere erhielt Kantor zahlreiche Auszeichnungen und nahm an bedeutenden nationalen Ausstellungen teil, unter anderem im Whitney Museum of American Art und im Museum of Modern Art in New York. Morris Kantor starb 1974 in New York City.

## Werk
Morris Kantors Werk zeichnet sich durch eine bemerkenswerte stilistische Bandbreite aus, die vom Realismus über den Kubismus bis hin zum Surrealismus reicht. In den frühen 1920er Jahren malte er oft naturalistische Szenen, darunter Stadtansichten und Landschaften. Später experimentierte er mit geometrischer Abstraktion und kubistischen Einflüssen. Eines seiner bekanntesten Werke ist Baseball at Night (1934), das heute als ikonisches Bild der amerikanischen Malerei der 1930er Jahre gilt. Das Gemälde zeigt ein nächtliches Baseballspiel unter Flutlicht und verbindet realistische Elemente mit einer modernen, fast traumartigen Atmosphäre.
In den 1940er und 1950er Jahren wandte sich Kantor phasenweise surrealistischen und symbolistischen Themen zu. Er arbeitete sowohl in Öl als auch mit Aquarell und Gouache. Seine Werke zeigen oft eine subtile Farbpalette, sorgfältige Kompositionen und ein feines Gespür für Licht und Raum. Trotz seiner Experimente mit abstrakten Tendenzen blieb Kantor immer dem Figurativen verpflichtet. Neben seiner eigenen künstlerischen Arbeit ist Kantor für seinen Einfluss als Lehrer bekannt. Er förderte eine Generation junger Künstler, die später wichtige Positionen in der amerikanischen Kunstlandschaft einnahmen.